# Thierry Zéno
Thierry Zéno (* 22. April 1950 in Namur, Belgien; † 7. Juni 2017) war ein belgischer Underground-Regisseur und Drehbuchautor.
Nach einem Kurzfilm über einen Insassen eines psychiatrischen Krankenhauses drehte er 1974 mit Vase de noces seinen ersten Spielfilm. Die Geschichte erzählt in einer sehr inkohärenten Struktur die Liebe eines Bauern zu seinem Schwein. Die offene Darstellung von Zoophilie, Tötungen von Tieren und Koprophagie sorgten für Proteste. Beim renommierten Perth International Film Festival versuchte die Regierung von Western Australia 1975 zunächst die geplante Aufführung zu verhindern.
Von 1985 bis 1999 wirkte er zunächst als Dozent für Cinegrafie und Videografie an der Académie de Dessin et des Arts décoratifs in Molenbeek-Saint-Jean und wechselte 1999 als Direktor an deren Spitze.

## Filme
- Der wundersame Monsieur Rops – Der Grafiker und Maler Félicien Rops. 1998, 60 Minuten, Erstsendung: arte, 4. April 2001 (Originaltitel: Ce tant bizarre monsieur Rops)

## Schriften
- Thierry Zéno: Les Muses sataniques – Félicien Rops, œuvre graphique et lettres choisies. Jacques Antoine, Brüssel 1985, ISBN 2-87132-010-1